# Poecilotylus leucomelas
Poecilotylus leucomelas är en tvåvingeart som beskrevs av Walker 1853. Poecilotylus leucomelas ingår i släktet Poecilotylus och familjen skridflugor. Inga underarter finns listade i Catalogue of Life.